# Vitali Leitan
Vitali Leitan (* 1. Dezember 1978 in Tallinn) ist ein estnischer ehemaliger Fußballspieler. Er kam im Sturm und im Mittelfeld zum Einsatz.

## Karriere
Vitali Leitan begann seine Laufbahn zunächst beim Tallinna JK, später kam er über KSK Vigri Tallinn in Jugend vom ehemaligen Estnischen Meister FC Norma Tallinn. Nachdem dieser für Norma im Profibereich debütiert hatte, wechselte Leitan zum JK Vall. Beim JK Vall belegte er mit dem Verein den Relegationsplatz in der Saison 1996/97, gewann diese, verzichtete aber auf seinen Erstligaplatz zugunsten des SK Lelle. Zu Beginn der Saison 1998 wechselte Leitan zum FC Lantana Tallinn. Dort kam Leitan in zwei Spielzeiten auf 61 Einsätze, wobei ihm 27 Tore gelangen. Nach der Saison 1999 wurde der vornehmlich russischsprachige Verein nach schweren finanziellen Problemen aufgelöst.
Im Jahr 2000 kam er schließlich zum FC Levadia Maardu der heute als FC Levadia Tallinn bekannt ist. Durch kurze Leihverträge unterbrochen spielt Vitali Leitan nun schon über zehn Jahre bei Levadia Tallinn, wo dieser mehrfach den Meistertitel sowie den Pokal des Baltischen Staates gewinnen konnte.

## Erfolge
- Estnischer Meister: 2000, 2004, 2006, 2007, 2008, 2009
- Estnischer Pokalsieger: 2000, 2004, 2005, 2007, 2010, 2012
- Estnischer Supercupsieger: 2000, 2001, 2010